# Anoteropsis alpina
Anoteropsis alpina är en spindelart som beskrevs av Vink 2002. Anoteropsis alpina ingår i släktet Anoteropsis och familjen vargspindlar. Inga underarter finns listade i Catalogue of Life.